# 迪耶普苏杜欧蒙
迪耶普苏杜欧蒙（法語：Dieppe-sous-Douaumont，法語發音：[djɛp su dwomɔ̃]，意为“杜欧蒙下方的迪耶普”）是法国默兹省的一个市镇，属于凡尔登区。

## 地理
迪耶普苏杜欧蒙（49°13'14"N, 5°30'37"E）面积15.06 平方千米，位于法国大東部大區默兹省，该省份为法国西北部内陆省份，北与比利时接壤，西接马恩省和阿登省，南至上马恩省和孚日省，东临默尔特-摩泽尔省。
与迪耶普苏杜欧蒙接壤的市镇（或旧市镇、城区）包括：阿博库尔-欧特库尔、伯宗沃、当卢、弗罗默泽、奥恩河畔莫库尔、莫日维尔、莫尔热穆兰、杜欧蒙-沃。

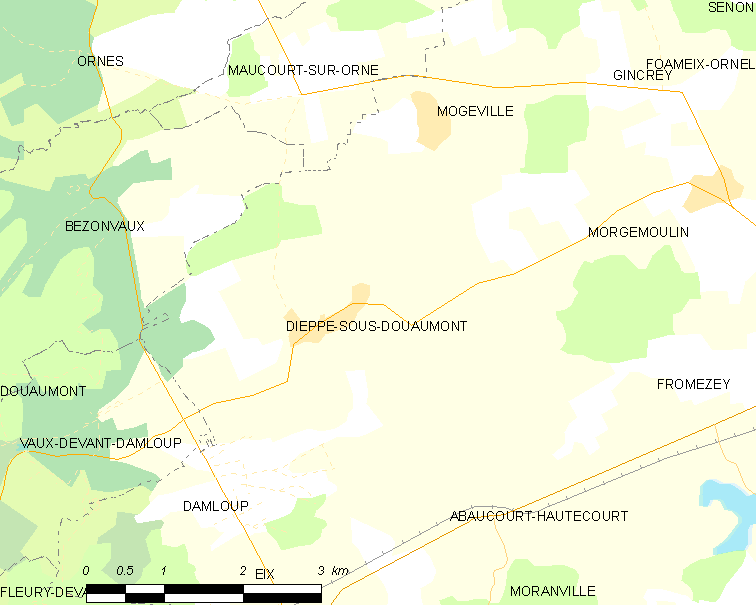
迪耶普苏杜欧蒙的OSM定位图

迪耶普苏杜欧蒙的时区为UTC+01:00、UTC+02:00（夏令时）。

## 行政
迪耶普苏杜欧蒙的邮政编码为55400，INSEE市镇编码为55153。

## 政治
迪耶普苏杜欧蒙所属的省级选区为默兹河畔贝尔维尔县。

## 人口

1962-2008年间迪耶普苏杜欧蒙人口变化图示

迪耶普苏杜欧蒙于2022年1月1日时的人口数量为193人。